# Instytut Muzykologii Uniwersytetu Jagiellońskiego
Instytut Muzykologii Uniwersytetu Jagiellońskiego – jednostka badawczo-dydaktyczna należąca do struktur Wydziału Historycznego Uniwersytetu Jagiellońskiego.

## Historia[1]
Instytut Muzykologii UJ jest najstarszą jednostką tego typu w Polsce. Jej początki sięgają 1911 roku, kiedy to Zdzisław Jachimecki utworzył Seminarium Historii i Teorii Muzyki. W 1938 roku przemianowano je na Instytut Muzykologiczny. Po II wojnie światowej przywrócono Seminarium, które w roku akademickim 1952/53 stało się Katedrą Historii i Teorii Muzyki. W 1974 roku otwarto przy niej Ośrodek Dokumentacji Życia i Twórczości I. J. Paderewskiego (obecnie działa jako Ośrodek Dokumentacji Muzyki Polskiej XIX i XX Wieku im. I.J. Paderewskiego). W 1999 r. Katedrę przekształcono w Instytut Muzykologii. Prócz działalności badawczej jednostka prowadzi studia I i II stopnia w zakresie muzykologii. 

## Władze i struktura[2]
- Dyrektor: dr hab. Piotr Wilk, prof. UJ
- Zastępca Dyrektora ds. studenckich: dr hab. Jakub Kubieniec, prof. UJ

W skład Instytutu Muzykologii UJ wchodzą obecnie dwa zakłady (Zakład Badań nad Muzyką Dawną; Zakład Badań nad Muzyką od XIX do XXI Wieku), Ośrodek Dokumentacji Muzyki Polskiej XIX i XX Wieku im. I.J. Paderewskiego, Pracownia Badań nad Zabytkami Muzycznymi oraz Biblioteka i Fonoteka.